# Европейски съвет
Внимание: Европейският съвет, Съветът на Европейския съюз и Съветът на Европа са различни организации, като последната не е институция на ЕС.
Европейският съвет (European Council; неформалното название е „среща на върха на ЕС“, EU summit) се състои от ръководителите на правителствата на страните членки и подпомага Съвета на Европейския съюз в разработването на общите политики на високо ниво. Европейският съвет определя общите политически насоки и приоритети на Европейския съюз.

## Статут
Съгласно Договора от Лисабон, подписан на 13 декември 2007 г. и влязъл в сила на 1 декември 2009 г., Европейският съвет е с ранг на институция – той е една от 7-те водещи институции на ЕС наред със: Съвета на Европейския съюз, Европейския парламент, Европейската комисия, Съда на Европейския съюз, Европейската сметна палата и Европейската централна банка. Според член 15 от Договора за Европейския съюз (1-ва част от Договора от Лисабон) Европейският съвет дава на Съюза необходимите импулси за неговото развитие и определя общите политически цели за това развитие. В този смисъл срещите на върха са предимно с политически характер.

## Компетенции и функции
Представлява орган, който е разположен над 3-те стълба, които ги обединява и поема централни ръководни функции. Той се занимава с централни теми за Общността, отнасящи се главно до така нареченото Европейско политическо сътрудничество (ЕПС), с което се прави опит за съгласуване във външната политика. На основата на своя състав той се развива в най-високата колегия за вземане на решения, към която институциите се обръщат, когато не са могли да постигнат съгласие по даден въпрос на по-ниско равнище. Като важна особеност следва да се отбележи фактът, че Европейският съвет не изпълнява законодателни функции. Приетите решения нямат задължителен характер, а определят най-общите насоки и политики. Обсъждат се всички важни въпроси на ЕС, политически декларации, важни назначения и др. След срещата се публикува официално съобщение с решенията.

## Състав и действие
Европейският съвет се състои от държавните или правителствените ръководители на държавите членки, председателя на Европейския съвет и председателя на Комисията. Върховният представител на Съюза по въпросите на външните работи и политиката на сигурност също участва в неговата работа. Когато дневният ред го налага, членовете на Европейския съвет могат да решат да бъдат подпомагани от по 1 министър – на външните работи, а понякога и на финансите и на икономиката, а що се отнася до председателя на Комисията – от 1 член на Комисията. Европейският съвет избира своя председател с квалифицирано мнозинство. Мандатът му е 2 г. и половина и може да бъде подновен еднократно. Настоящ председател на Европейския съвет е Шарл Мишел.
Европейският съвет обикновено се произнася с консенсус. В някои случаи той се произнася с единодушие или с квалифицирано мнозинство, в зависимост от разпоредбите на Договора. От 1996 г. Европейският съвет заседава най-малко четири пъти годишно. Преди това са се изисквали само две заседания на година. Когато обстоятелствата го налагат, председателят свиква извънредно заседание на Европейския съвет.

## Място на провеждане
Първият европейски съвет е в Дъблин през март 1975 г. по време на ирландското председателство. В началото срещите се провеждат в края на всяко председателство на територията на съответната страна, поела председателството. Има и редица неформални срещи. От 2000 г. насам срещите на върха постепенно започват да се провеждат само в Брюксел, където се строи специална сграда – „Justus Lipsius“. Срещу това решение обаче, прието в Ница през 2000 г., има сериозна съпротива, предимно от страна на по-малките страни членки. Особено противопоставяне има от страна на Латвия, която е прекалено далеч.

## История
Европейският съвет е създаден с решение на конференцията на главите на правителствата на тогавашната Европейска общност през декември 1974 г. в Париж. Инициативата е на Валери Жискар д'Естен и Хелмут Шмит, които предлагат да се институционализират срещите на най-високо ниво на страните членки, които дотогава са провеждани нередовно, по молба на някоя от страните. Първоначално е решено срещите на върха да се провеждат 2 пъти годишно, понастоящем те се провеждат 4 пъти годишно и се организират от председателството на Съвета.
Европейският съвет е споменат за първи път в правната рамка на Европейския съюз в Договора от Амстердам, а Договорът от Маастрихт му отделя специална глава.